# Marcos Balcarce
Marcos González Balcarce (Buenos Aires, 1777 - Buenos Aires, 1832) fue un militar y político rioplatense.

## Biografía
Marcos Balcarce era el tercer hijo de un oficial del regimiento de Blandengues, el coronel barcelonés Francisco González Balcarce Lat, y la porteña Victoria Damasia Martínez Fontes Bustamante, y el hermano de los Balcarce: Juan Ramón, Antonio, Lucas, José, Diego y Francisco. Curiosamente, el único de los hermanos Balcarce que suele ser citado con el apellido completo de González Balcarce es Antonio; todos los demás son generalmente conocidos con el apellido Balcarce.
Combatió durante las Invasiones Inglesas de 1806 y 1807. Durante la segunda, fue tomado prisionero y llevado a Inglaterra. Luchó en España contra las fuerzas napoleónicas.
A su regreso, participó de la Revolución de Mayo y las guerras de la Independencia. Con el grado de general fue designado Gobernador Intendente interino de la Intendencia de Cuyo en julio de 1814 por el Director Supremo Gervasio Posadas, siendo sucedido en el cargo, el 12 de septiembre del mismo año, por el coronel José de San Martín y enviado a Chile.
Ministro en los gobiernos de Juan Gregorio de Las Heras, Bernardino Rivadavia, Vicente López y Planes y Juan Manuel de Rosas. 
| Precedido por: José C. Benegas (Presidente del Cabildo) | Gobernador Intendente de Cuyo (interino) 1814 | Sucedido por: José de San Martín |

## Descendencia
Marcos Balcarce, con su primera esposa, María Dionisia Quesada Torriente Bernabeu Rodríguez Peña (1785-1808) tuvo dos hijos, Mercedes (1808-1876) y Francisco Javier González Balcarce (1807-1829), que siguió con la tradición militar de la familia muriendo en servicio al poco tiempo de finalizar la Guerra del Brasil.
Con su segunda esposa, María Bernarda de Jesús de Rocamora Ibáñez (1795-1838) tuvo numerosa descendencia:
Marcos José Tomás (1813-1814), José María Patricio Ramón (1815-1872), Justo Rufino (1816-?), Petrona Flora Catalina (1817-?), Flora Inés (1819-1881),  
Marcos Melitón (1820-1865), Emilia (1822-1823), Gregorio Leonardo (1823-?), Tomás (1826,?), Bernardo José (1827-1892), Alejandro María Florentino (1830-?), Luis (1831-1904) y Francisco Celestino González Balcarce Rocamora (1833-1874).  
Uno de esos hijos, Luis González Balcarce, y uno de sus nietos, José Nicolás González Balcarce Uriarte, hijo de José María Patricio Balcarce Rocamora, fueron importantes hacendados y políticos de la provincia de Buenos Aires. Un hermano de este último, el coronel Germán Jorge González Balcarce, fue uno de los fundadores del Jockey Club, introdujo en ese país la raza Shorthorn que participó en las exposiciones de las Sociedad Rural Argentina junto también a las razas equinas Percherón y Shire, en sus cabañas de Quilmes y General Madariaga; también fue principal accionista de varias empresas de ferrocarril.